# 衆議院の再議決
衆議院の再議決（しゅうぎいんのさいぎけつ）とは、日本国憲法第59条第2項に規定されるいわゆる「衆議院の再可決」を目的として行われる衆議院本会議での採決であり、対象は法律案に限られる。憲法のこの規定は、衆議院の優越規定の一つとされる。

## 概要
日本国憲法には、法律案は両議院（衆議院と参議院）で可決したときに法律となる（日本国憲法59条第1項）が、衆議院で可決して参議院でこれと異なった議決をした場合には、衆議院で出席議員の3分の2以上の多数で再び可決したときは法律となる（同条第2項）と規定されている（運用上は、「両議院で可決したとき」は一議院で修正議決し他議院がそれに同意したときを含み、「異なった議決」は否決だけでなく衆議院が同意しない修正議決を含む）。この、いわゆる「衆議院の再可決」を目指して行われる採決行為が、「衆議院の再議決」である。「再可決」は、可決・成立した場合のみを指し（賛成が3分の2未満で不成立の場合を含まない）、「再議決」は可決・否決を含め、その採決行為を指す。
衆議院の再議決は、参議院が否決・修正議決のように衆議院とは明確に相違する意思を示した場合だけでなく、参議院が法律案を60日以内に議決せず、これを否決したものと衆議院がみなした（同条第4項。いわゆる「みなし否決」）場合にも、行われ得る。
実務運用上、衆議院で再議決を行うことができるのは、参議院の本会議で法案が否決（みなし否決を含む）または修正された場合に限られ、法案が委員会での審議・採決で否決された（本会議に上程されない）場合は再議決の対象とならない。

### 衆議院での議事の手順
参議院で衆議院送付案が修正議決され衆議院が当該参議院回付案に同意しない場合
参議院回付案に同意するか否かを採決（不同意） → 衆議院議決案を再議決すべしとの動議提出 → 同動議を採決（可決） → 先に衆議院で議決したとおり再び可決するか否かを採決
参議院で衆議院送付案が否決となり衆議院に返付された場合
（両院協議会を請求すべしとの動議提出 → 同動議を採決（否決） → ）衆議院議決案を再議決すべしとの動議提出 → 同動議を採決（可決） → 先に衆議院で議決したとおり再び可決するか否かを採決
参議院で衆議院回付案が不同意となり衆議院に通知された場合（通知と同時に参議院から両院協議会請求があり衆議院がこれに応じない場合）
参議院からの両院協議会請求に応諾するか否かを採決（否決） → 参議院から議案返付 → 衆議院議決案を再議決すべしとの動議提出 → 同動議を採決（可決） → 先に衆議院で議決したとおり再び可決するか否かを採決
参議院で衆議院回付案が不同意となり衆議院に返付された場合（参議院からの両院協議会請求がない場合）
（衆議院から両院協議会を請求すべしとの動議提出 → 同動議を採決（否決） → ）衆議院議決案を再議決すべしとの動議提出 → 同動議を採決（可決） → 先に衆議院で議決したとおり再び可決するか否かを採決
参議院で60日以上議決（衆議院回付案に対するものを含む。）がなく、衆議院において「みなし否決」とし参議院から議案の返付を受ける場合
参議院で60日以上議決がなく同院が否決したものとみなす動議を提出 → 同動議を採決（可決） → 参議院から議案返付 → 衆議院議決案を再議決すべしとの動議提出 → 同動議を採決（可決） → 先に衆議院で議決したとおり再び可決するか否かを採決

## 歴史
1947年（昭和22年）の日本国憲法施行から、およそ10年ほどの間、参議院では緑風会などの無党派議員も多く、与党は過半数の議席を獲得していなかったため、衆議院を通過した法案に対して、参議院が修正ないし否決することもあった。この状況に対して与党は、26例（28法案）において、衆議院で一部野党の支持を得ることにより、3分の2以上の多数をもって再議決し、再び可決し、法案を成立させることとなった。
その後、野党は日本社会党（社会党）、与党は自由民主党（自民党）に多くの議員が集約される、いわゆる55年体制が形成されるとともに、参議院においても政党化が進み、与党が衆参両院で過半数を占めるようになった。法案は、自民党と社会党の話し合いによって、一定程度まで審議が尽くされると採決が行われ、衆参両院で可決されることが多くなった。衆議院と参議院の間で採決の結果に違いが生じることもなくなり、1957年（昭和32年）の環境衛生営業運営適正化法案の採決以降、衆議院の再議決が行われることもなくなった。
1989年（平成元年）の第15回参議院議員通常選挙には、参議院で与党自民党が過半数割れになるねじれ国会の状況が生じたが、与党・自民党は民社党や公明党などの中間政党と協調することで法案の議決を乗り切っていった。
1994年（平成6年）には、非自民政権である細川内閣が成立し、自民党は与党から野党となった。新たに連立8党が与党となったものの、多党連立はとかくまとまりを欠き、法案採決においても独自の投票行動をとる議員を抱えていた。政府提出による最大の懸案であった政治改革関連法案の採決においても、衆議院では滞りなく可決するも、参議院では最大与党である社会党所属の一部議員による造反で否決されてしまった。この際、政府・与党の一部では、最大野党となった自民党を賛成に引き込んだ上で、衆議院の再議決による法案成立が検討された。しかし、最終的には、両院協議会において自民党の要求を受け入れる形で法案を修正し、両院協議会の成案が両院本会議で自民党の賛成を得て成立したため、衆議院により再議決されることはなかった。
その後、自民党は社会党との連立などを経て、再び与党となったが、1998年（平成10年）の第18回参議院議員通常選挙には、参議院で与党自民党が過半数割れになるねじれ国会の状況が生じた。このときには、自民党と自由党と連立政権を組むことで、多数与党を回復した。自自公連立政権時代は衆議院では3分の2以上の議席だったが、参議院で過半数回復をしていたため、衆議院の再議決が用いられることはなかった。
2005年（平成17年）、小泉内閣の下の郵政国会で、政府提出法案である郵政民営化法案が衆議院で可決するも、参議院で自民党の一部造反によって否決された。この時、衆議院議決案のままで3分の2以上の賛成を得られるような政局ではなかった。そのため、衆議院再議決権が用いられることはなく、小泉純一郎首相は衆議院解散（いわゆる郵政解散）に踏み切った。
その後の第44回衆議院議員総選挙では、与党が3分の2以上の議席を獲得。衆議院の再議決が現実味を帯びる政局になったが、参議院の与党造反議員のほとんどが衆院選の選挙結果を受けて、郵政民営化法案に賛成することを示した。その後に開かれた国会において、微修正の上再度提出された郵政民営化関連法案は、両院本会議で可決されたため、衆議院の再議決は行われなかった。連立与党は、参議院では一部の例外を除いて造反議員に対して離党を前提にした処分はせず、造反議員の殆どが与党に留まったため、与党は参議院過半数を維持することになり、衆議院の再議決が用いられることはなかった。
2007年（平成19年）の第21回参議院議員通常選挙の結果、参議院では連立与党が過半数割れした。この時には、1989年（平成元年）や1998年（平成10年）のような一定規模を擁する中間政党もなかったため、与党の過半数維持は難しくなった。一方で、前回2005年（平成17年）に衆院選で、与党が3分の2以上の議席を獲得していたことから、衆議院の再議決権が大きく注目されるようになった。なおこの選挙戦の際、公明党候補者が街頭演説で「今回の参院選で与党が過半数割れしても、衆議院で再可決ができるんです」と発言し一部有権者たちから「初めから『再可決ありき』と、参議院をないがしろにするのは許されることではない」と各所で強い反発を受けた。このような状況の下で、2008年（平成20年）1月、政府提出法案の補給支援特別措置法案の議決において、衆参の議決が異なったため、51年ぶりに衆議院の再議決が行われた。その後、2009年（平成21年）の第45回衆議院議員総選挙において与党が3分の2の議席を失うまで、たびたび再議決が行われた。
2010年（平成22年）の第22回参議院議員通常選挙の結果、参議院では連立与党が過半数割れした。過去3回の例と異なり、首相はそのまま続投したが、中間政党の連立協議が不振に終わり、与党の過半数維持は難しくなった。2011年度の子ども手当延長法案では共産党や社民党の部分連合が成立し、参議院で否決されても衆議院再議決に必要な3分の2以上の議席が見込めるようになった。なお、参議院で子ども手当延長法案は可否同数で議長決裁で可決となったため、子ども手当延長法案の衆議院の再議決は行われなかった。

## 衆議院で再議決した例
- 参議院で否決された法律案、または修正議決された法律案の衆議院議決案が、衆議院で再議決された例は、過去に38例（43法案）あり、再可決した例は37例（42法案）ある（1950年（昭和25年）の政府職員の新給与実施に関する法律の一部を改正する法律案（閣法第90号）のみ、再議決において3分2以上の賛成がなく再可決されなかった）。
- 案件番号は衆議院方式（ただし、国会回次は省略）で記載。
- 下記の「議決」において、「可決」は原案のまま法案が可決されたことを指し、「修正」は原案（または衆議院修正案）が修正議決されたことを指す。
- 「総員」、「賛成何%」の表示については、欠席・棄権の議員数は考慮せず出席・投票した議員の中での割合を記載（再議決の成否判断が「出席議員の3分の2」（記名投票の場合は票数の3分の2）であり、欠席議員及び出席のまま投票を棄権した議員を算定の対象としていないため）。したがって、この欄に記載された割合は、必ずしも当時の衆議院の全議員の賛否情勢をそのまま示すものではない。
- 制度上は(1)衆議院先議の例（衆院通過→参院修正又は否決→衆院再議決）のほか、(2)参議院先議の例（参院通過→衆院修正→参院不同意又は60日経過→衆院再議決）もあり得るが、(2)の実例はない。
- 再議決の前に両院協議会が請求された事例・開かれた事例はない。ただし、本会議において両院協議会を求める動議が出されたが否決となり請求に至らなかった例は1例ある（2008年5月13日衆議院本会議において、道路整備費の財源等の特例に関する法律の一部を改正する法律案（衆議院送付、参議院否決・返付）に関する両院協議会を衆議院から求めるべしとの動議が野党議員から提出されたが、起立少数で否決）。

| 件名 | 提出年月日                  | 衆議院の議決              | 参議院の議決                        | 衆議院の再議決                                       | 結果                             |
| 件名 | 提出年月日                  | 議決日 議決               | 議決日 議決                         | 再議決日 採決                                        | 結果                             |
| --- | --------------------------- | ------------------------- | ----------------------------------- | ---------------------------------------------------- | -------------------------------- |
| 刑法の一部を改正する法律案（閣法第8号） | 1947年（昭和22年） 7月9日   | 10月6日 修正              | 10月11日 修正                       | 10月14日 2名を除き起立総員                           | 再可決・成立                     |
| 民法の一部を改正する法律案（閣法第17号） | 1947年（昭和22年） 7月23日  | 10月30日 修正             | 11月21日 修正                       | 12月9日 起立総員                                     | 再可決・成立                     |
| 中小企業庁設置法案（閣法第17号） | 1948年（昭和23年） 3月15日  | 4月6日 修正               | 6月4日 修正                         | 6月29日 1名を除き起立総員                            | 再可決・成立                     |
| 検察庁法の一部を改正する法律案（閣法第25号） | 1948年（昭和23年） 3月27日  | 4月1日 修正               | 4月6日 修正                         | 4月15日 起立総員                                     | 再可決・成立                     |
| 政治資金規正法案（衆法第4号） | 1948年（昭和23年） 4月30日  | 4月30日 可決              | 6月19日 修正                        | 6月30日 起立総員                                     | 再可決・成立                     |
| 消防法案（衆法第5号） | 1948年（昭和23年） 5月27日  | 5月27日 可決              | 7月4日 修正                         | 7月5日 起立総員                                      | 再可決・成立                     |
| 地方自治庁設置法案（閣法第49号） | 1949年（昭和24年） 4月18日  | 5月17日 修正              | 5月23日 修正                        | 5月30日 起立採決で賛成多数                           | 再可決・成立                     |
| 統計法の一部を改正する法律案（閣法第64号） | 1949年（昭和24年） 4月20日  | 5月14日 修正              | 5月22日 修正                        | 5月24日 起立総員                                     | 再可決・成立                     |
| 経済安定本部設置法案（閣法第84号） | 1949年（昭和24年） 4月22日  | 5月17日 修正              | 5月23日 修正                        | 5月30日 起立採決で賛成多数                           | 再可決・成立                     |
| 運輸省設置法案（閣法第88号） | 1949年（昭和24年） 4月22日  | 5月19日 修正              | 5月23日 修正                        | 5月30日 起立採決で賛成多数                           | 再可決・成立                     |
| 弁護士法案（衆法第6号） | 1949年（昭和24年） 5月10日  | 5月10日 可決              | 5月26日 修正                        | 5月30日 起立採決で賛成多数                           | 再可決・成立                     |
| 政府職員の新給与実施に関する法律の一部を改正する法律案（閣法第90号）                                                                                           | 1950年（昭和25年） 3月8日   | 3月30日 可決              | 3月31日 修正                        | 記名採決で賛成66.0% 可194・否100                     | 否決・廃案                       |
| 経済調査庁法の一部を改正する法律案（閣法第167号） | 1950年（昭和25年） 4月10日  | 4月29日 修正              | 5月2日 修正                         | 5月2日 起立採決で賛成多数                            | 再可決・成立                     |
| 熱海国際観光温泉文化都市建設法案（衆法第8号） | 1950年（昭和25年） 3月25日  | 4月18日 可決 （一括採決） | 5月1日 修正                         | 5月1日 起立採決で賛成多数 （一括採決）               | 再可決・その後住民投票を経て成立 |
| 伊東国際観光温泉文化都市建設法案（衆法第9号） | 1950年（昭和25年） 3月25日  | 4月18日 可決 （一括採決） | 5月1日 修正                         | 5月1日 起立採決で賛成多数 （一括採決）               | 再可決・その後住民投票を経て成立 |
| 国家行政組織法の一部を改正する法律案（閣法第48号） | 1951年（昭和26年） 2月27日  | 3月17日 可決              | 3月27日 修正                        | 3月28日 起立採決で賛成多数                           | 再可決・成立                     |
| 熱管理法案（衆法第9号） | 1951年（昭和26年） 3月5日   | 3月17日 可決              | 3月31日 修正                        | 3月31日 起立採決で賛成多数                           | 再可決・成立                     |
| モーターボート競走法案（衆法第12号） | 1951年（昭和26年） 3月13日  | 3月29日 可決              | 6月2日 否決                         | 6月5日 起立採決で賛成多数                            | 再可決・成立                     |
| 司法書士法の一部を改正する法律案（衆法第67号） | 1951年（昭和26年） 5月28日  | 5月28日 可決              | 6月4日 修正                         | 6月5日 起立総員                                      | 再可決・成立                     |
| 国家公務員法等の一部を改正する法律案（衆法第1号） | 1951年（昭和26年） 12月13日 | 12月13日 可決             | 12月15日 修正                       | 12月15日 起立採決で賛成多数                          | 再可決・成立                     |
| 公益事業令の一部を改正する法律案（衆法第7号） | 1952年（昭和27年） 3月19日  | 3月20日 可決              | 5月14日 修正                        | 6月17日 起立総員                                     | 再可決・成立                     |
| 日本開発銀行法の一部を改正する法律案（閣法第138号） | 1952年（昭和27年） 3月29日  | 5月22日 可決              | 6月16日 修正                        | 6月24日 起立採決で賛成多数                           | 再可決・成立                     |
| 国立病院特別会計所属の資産の譲渡等に関する特別措置法案（閣法第163号）                                                                                          | 1952年（昭和27年） 4月10日  | 5月31日 可決              | （7月30日） みなし否決              | 7月30日 記名採決で賛成67.4% 可196・否95              | 再可決・成立                     |
| 刑事訴訟法の一部を改正する法律案（閣法第146号） | 1953年（昭和28年） 7月3日   | 7月27日 修正              | 7月30日 修正                        | 7月30日 起立採決で賛成多数                           | 再可決・成立                     |
| 農業委員会法の一部を改正する法律案（衆法第29号） | 1954年（昭和29年） 5月6日   | 5月22日 修正              | 6月8日 修正 （一括採決）            | 6月9日 記名採決で賛成総員 可250・否0 （一括採決）    | 再可決・成立                     |
| 農業協同組合法の一部を改正する法律案（衆法第30号） | 1954年（昭和29年） 5月6日   | 5月22日 修正              | 6月8日 修正 （一括採決）            | 6月9日 記名採決で賛成総員 可250・否0 （一括採決）    | 再可決・成立                     |
| 少年院法の一部を改正する法律案（閣法第45号） | 1955年（昭和30年） 5月16日  | 6月21日 修正              | 7月22日 修正                        | 7月25日 起立総員                                     | 再可決・成立                     |
| 道路運送法の一部を改正する法律案（閣法第102号） | 1956年（昭和31年） 3月7日   | 3月27日 可決              | 4月20日 修正                        | 6月3日 起立総員                                      | 再可決・成立                     |
| 環境衛生関係営業の運営の適正化に関する法律案（衆法第28号） | 1957年（昭和32年） 4月22日  | 4月27日 可決              | 5月19日 修正                        | 5月19日 起立総員                                     | 再可決・成立                     |
| テロ対策海上阻止活動に対する補給支援活動の実施に関する特別措置法案（閣法第6号）                                                                                | 2007年（平成19年） 10月17日 | 11月13日 可決             | 2008年 （平成20年） 1月11日 否決    | 1月11日 記名採決で賛成71.9% 可340･否133              | 再可決・成立                     |
| 平成二十年度における公債の発行の特例に関する法律案（閣法第2号）                                                                                                | 2008年（平成20年） 1月18日  | 2月29日 可決 （一括採決） | （4月30日） みなし否決 （一括採決） | 4月30日 記名採決で賛成96.6% 可337・否12 （一括採決） | 再可決・成立                     |
| 所得税法等の一部を改正する法律案（閣法第3号） | 2008年（平成20年） 1月23日  | 2月29日 可決 （一括採決） | （4月30日） みなし否決 （一括採決） | 4月30日 記名採決で賛成96.6% 可337・否12 （一括採決） | 再可決・成立                     |
| 道路整備費の財源等の特例に関する法律の一部を改正する法律案（閣法第4号）                                                                                        | 2008年（平成20年） 1月23日  | 3月13日 可決              | 5月12日 否決                        | 5月13日 記名採決で賛成71.6% 可336・否133             | 再可決・成立                     |
| 地方税法等の一部を改正する法律案（閣法第5号） | 2008年（平成20年） 1月25日  | 2月29日 可決 （一括採決） | （4月30日） みなし否決 （一括採決） | 4月30日 記名採決で賛成96.6% 可336・否12 （一括採決） | 再可決・成立                     |
| 地方法人特別税等に関する暫定措置法案（閣法第6号） | 2008年（平成20年） 1月25日  | 2月29日 可決 （一括採決） | （4月30日） みなし否決 （一括採決） | 4月30日 記名採決で賛成96.6% 可336・否12 （一括採決） | 再可決・成立                     |
| 地方交付税法等の一部を改正する法律案（閣法第7号） | 2008年（平成20年） 1月25日  | 2月29日 可決 （一括採決） | （4月30日） みなし否決 （一括採決） | 4月30日 記名採決で賛成96.6% 可336・否12 （一括採決） | 再可決・成立                     |
| テロ対策海上阻止活動に対する補給支援活動の実施に関する特別措置法の一部を改正する法律案（閣法第4号）                                                            | 2008年（平成20年） 9月29日  | 10月21日 可決             | 12月12日 否決                       | 12月12日 記名採決で賛成71.5% 可334･否133             | 再可決・成立                     |
| 金融機能の強化のための特別措置に関する法律及び金融機関等の組織再編成の促進に関する特別措置法の一部を改正する法律案（閣法第7号）                                | 2008年（平成20年） 10月24日 | 11月6日 修正              | 12月12日 修正                       | 12月12日 記名採決で賛成71.9% 可336･否131             | 再可決・成立                     |
| 平成二十年度における財政運営のための財政投融資特別会計からの繰入れの特例に関する法律案（閣法第1号）                                                            | 2009年（平成21年） 1月5日   | 1月13日 可決              | 3月4日 否決                         | 3月4日 記名投票で賛成71.0% 可333・否136              | 再可決・成立                     |
| 財政運営に必要な財源の確保を図るための公債の発行及び財政投融資特別会計からの繰入れの特例に関する法律案（閣法第4号）                                            | 2009年（平成21年） 1月19日  | 2月27日 可決              | 3月27日 否決                        | 3月27日 記名投票で賛成71.5% 可334・否133             | 再可決・成立                     |
| 所得税法等の一部を改正する法律案（閣法第6号） | 2009年（平成21年） 1月23日  | 2月27日 可決              | 3月27日 否決                        | 3月27日 記名投票で賛成71.5% 可334・否133             | 再可決・成立                     |
| 地方税法等の一部を改正する法律案（閣法第10号） | 2009年（平成21年） 1月27日  | 2月27日 可決 （一括採決） | 3月27日 否決 （一括採決）           | 3月27日 記名投票で賛成71.7% 可335・否134             | 再可決・成立                     |
| 地方交付税法等の一部を改正する法律案（閣法第11号） | 2009年（平成21年） 1月27日  | 2月27日 可決 （一括採決） | 3月27日 否決 （一括採決）           | 3月27日 記名投票で賛成71.7% 可335・否134             | 再可決・成立                     |
| 国民年金法等の一部を改正する法律等の一部を改正する法律案 | 2009年（平成21年） 1月30日  | 4月17日 修正              | 6月19日 否決                        | 6月19日 記名投票で賛成71.7% 可333・否131             | 再可決・成立                     |
| 海賊行為の処罰及び海賊行為への対処に関する法律案 | 2009年（平成21年） 3月13日  | 4月23日 可決              | 6月19日 否決                        | 6月19日 記名投票で賛成71.7% 可335・否132             | 再可決・成立                     |
| 租税特別措置法の一部を改正する法律案 | 2009年（平成21年） 4月27日  | 5月13日 可決              | 6月19日 否決                        | 6月19日 記名投票で賛成71.7% 可334・否132             | 再可決・成立                     |
| 衆議院小選挙区選出議員の選挙区間における人口較差を緊急に是正するための公職選挙法及び衆議院議員選挙区画定審議会設置法の一部を改正する法律の一部を改正する法律案 | 2013年(平成25年) 4月12日    | 4月23日 可決              | （6月24日） みなし否決              | 6月24日 記名投票で賛成80.8% 可384・否91              | 再可決・成立                     |

## 衆議院の再議決に関わる論点
参議院の制度や権能に関わる法案の衆議院の再議決
憲法では、参議院の制度や権能に関わる法案について衆議院の再議決を制限する明白な規定はない。しかし、参議院の制度や権能に関わる法案について、参議院が示した意思に反して、衆議院の再議決を行うことは、参議院の自律権（議院独立の原則、議院規則と法律の関係など）を侵害するおそれがあるため、慎重に取り扱うべきとする意見もある。
参議院の制度や権能に関わる法律の改廃としては、以下のようなものが挙げられる。
- 公職選挙法改正による参議院選挙制度の変更
- 国会法改正による国会制度（事実上は参議院を対象として）の変更
- 両院同意人事規定の参議院議決の弱力化・無力化
- 自衛隊の防衛出動やNHK予算など両院同意案件規定の参議院議決の弱力化・無力化
- 議院証言法改正による国会（事実上は参議院を対象として）の証人喚問の制限・廃止

参議院議員通常選挙の直後における衆議院の再議決
参議院議員通常選挙が行われた後、衆議院議員総選挙が行われるまでの間に、衆議院の再議決が行われた例は、過去に11例（14法案）ある。このような時期に衆議院の再議決が行われる場合、「直近の民意は参議院通常選挙において示されており、参議院の議決に正当性がある」として、衆議院の再議決を批判することがある。
例えば、2007年（平成19年）7月に行われた第21回参議院議員通常選挙の結果、衆議院では与党の自民党・公明党が多数派を占め、参議院では与党が少数派となった。この後、衆議院総選挙が行われていない翌2008年（平成20年）1月、テロ特措法案の審議において、参議院は同法案を否決し、衆議院が再議決の上、同法案は成立した。このため野党は、参議院の議決（法案を否決）が国会の最終的な結論として妥当であるとして、この再議決を批判した。
両院協議会開催請求権と再議決権
法律案について衆議院と参議院の議決が異なった場合、国会法の定めるところにより、衆議院は両院協議会の開催を求めることができる。この両院協議会の開催は予算等の場合と異なり、必ずしも開催しなければならないものではない。なお、衆議院が両院協議会の開会を求めた時点で、衆議院は再議決権を放棄したとみなされるという学説もある。この見解は、規則や先例に根拠を持つものではなく、衆議院が両院協議会の開会を求めた場合の衆議院再議決権の見解について議員に問われた参議院法制局は肯定も否定もしていない。
なお、両院協議会を開催請求した後も衆議院の再議決ができるという説をとるとしても、衆議院が両院協議会を請求しておきながら、その結論を待たずに再議決する態度に出ることはよほどの理由がない限り制度の運用として望ましいことではないとする意見もある。
衆議院可決後の参議院審議中に閉会中審査となった場合
憲法第59条各項における「法律案の成否」に関する規定は、一連の行為が原則として国会の同一会期内で行われることが前提となっている（たとえば、同条第4項には「国会休会中の期間を除いて」とはあるが「国会閉会中」に関する文言はなく、これは、みなし否決の60日ルールがそもそも会期を跨いで算定するものではないことを示している）。国会法には継続審議（閉会中審査）の規定があり、複数の会期を跨いでも議案を議決することが可能とはなっているが、同法第83条の5に特則があり、先議院が可決した会期中に後議院が議決に至らず閉会中審査を経てのちの会期で議決した場合は、次のような取扱いがなされ、いずれも「3分の2以上の賛成による衆院再議決」をすることはできない（みなし否決は元より不可能）。
- 先議院可決案を別会期の後議院で可決又は修正議決した場合 - 後議院が事実上の新・先議院となり、新・後議院となった（本来の）先議院に議案を「送付」する。先議院で同一会期中に可決すれば成立となる。つまり、外形的には先議院は2回議決を行うことになる（再度の議決ではあるが法的根拠が異なるため「再議決」とは呼ばない）。
- 先議院可決案を別会期の後議院で否決した場合 - 先議院で可決したという事実経過が消滅するわけではないが、会期を跨いだことで後議院が事実上の新・先議院となったため、先議院に対して「否決」の通知をするのみとなる。この場合、元々の先議院が衆議院であったとしても第83条の2各項は適用されないため、否決した参議院から衆議院への議案の「返付」はなされずそこで廃案となり、「3分の2以上の賛成による衆院再議決」をすることはできない。

つまり、ある議案（法律案に限らない）が後議院で継続審査となった場合は、記録上先議院・後議院それぞれの審議経過・順序が消えるわけではないが、あたかも後議院が新・先議院となり、先議院が新・後議院となったかのような手順が求められることになる。この場合、後議院から先議院へ（再度）議案を移す行為には「回付」や「返付」ではなく本来は最初の移転のときのみに使う用語である「送付」を用いる。
衆議院で可決した議案（甲案）と形式的には別個の議案である対案（乙案）を参議院で可決した場合に衆議院で可決した議案（甲案）の否決とみなせるか
衆議院が甲案を可決したが、参議院では甲案の採否については議決せず、甲案の修正案としてではなく、別個の議案として甲案の対案である乙案を可決して衆議院に乙案を送付した場合に、衆議院は乙案の送付をもって、参議院において甲案の否決とみなして甲案について再議決を行うことができるかどうか問題となっている。
たとえば、第169回国会において、2008年2月29日、衆議院は2008年3月31日で期限切れとなるガソリン税の暫定税率延長やその他の特例措置の延長などを内容とする内閣提出の「所得税法等の一部を改正する法律案」（閣法第3号）を可決し、参議院に送付した。しかし、民主党は、特例措置の失効による混乱を防ぐため同日ガソリン税の暫定税率延長については規定せずその他の特例措置などの延長などを内容とした「租税特別措置法の一部を改正する法律案」（参法第3号）を参議院に提出している。そして、参議院側で閣法について同年3月31日まで議決しない場合、ガソリン税の暫定税率のみならずその他の特例措置も失効し、大きな混乱が生じることが予想されている。仮に、「租税特別措置法の一部を改正する法律案」を参議院で可決され衆議院に送付された場合において、衆議院において参法の可決をもって閣法の否決とみなして衆議院で再議決をすることができるかどうかが問題となっている。
この問題に関し、3月25日、政府は答弁を差し控える旨の答弁書を鳩山由紀夫民主党幹事長の質問主意書に対してしている。
肯定する論拠としては、甲法を修正して参議院で議決した場合は、衆議院で再議決とみなすことができるのに、乙法という形式的には別個な議案を送付した場合は否決とみなせないのは、実質的に同じような参議院の議決があるのに法案の形式でそのような取扱いの差異が生じるのはおかしいので、衆議院で乙案の可決をもって甲案の否決とみなすことが可能であるということがある。
否定する論拠としては、乙法が甲法の対案であるかは形式的には判断することはできない、参議院の審議権を奪うものである、仮に乙法が可決されたとしても参議院でさらに甲法の審議を継続して議決ができるはずである、国会法第83条の2第1項は参議院で衆議院が送付した法案を否決した場合返付することを規定しているが、国会法上そのようなことを想定した規定はなく、さらに乙案の送付をもって甲案の返付とみなすことはできないなどの問題がある。